# Dicasterie voor de Heiligverklaringen

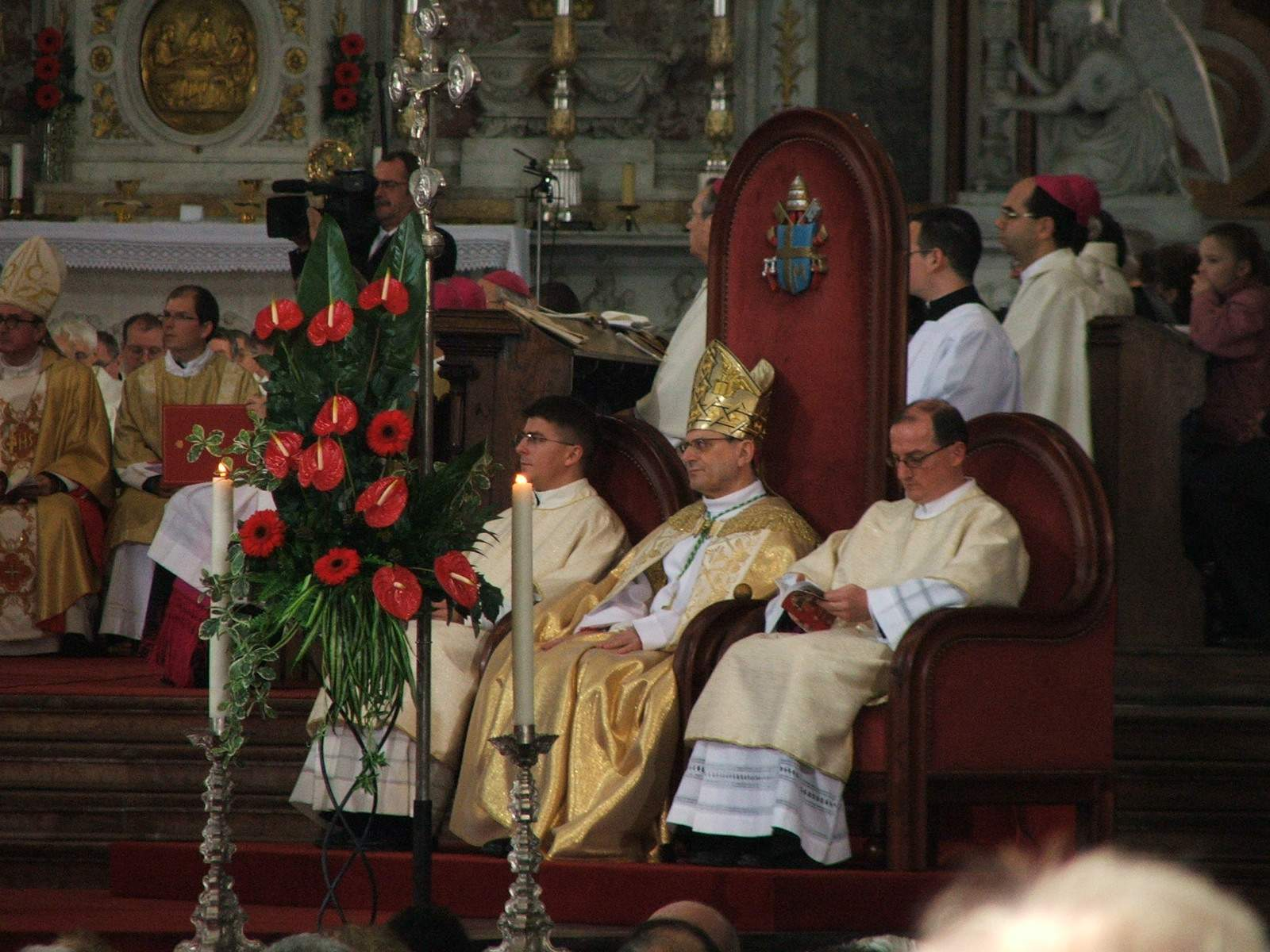
Angelo Amato, destijds prefect van de congregatie, bij de heiligverklaring van Zoltán Meszlényi in Esztergom

Het Dicasterie voor de Heiligverklaringen is een orgaan van de Romeinse Curie.
Het dicasterie werd ingesteld op 5 juni 2022 bij de inwerkingtreding van de apostolische constitutie Praedicate Evangelium. De op dezelfde datum opgeheven congregatie voor de Heilig- en Zaligsprekingsprocessen werd in dit dicasterie geïncorporeerd.
De prefect van de congregatie voor de Heilig- en Zaligsprekingsprocessen, Marcello Semeraro, bleef aan als prefect van het dicasterie. 